# Borboroides fimbria
Borboroides fimbria är en tvåvingeart som beskrevs av Mcalpine 2007. Borboroides fimbria ingår i släktet Borboroides och familjen myllflugor. Inga underarter finns listade i Catalogue of Life.